# Nationella Partiet
Nationella Partiet, nederländskt politiskt parti bildat 1888 i opposition mot Abraham Kuyper, ledare för Anti-revolutionära Partiet.
Kuyper hade inlett en ny politisk kurs bland de kalvinistiskt orienterade partierna - med samarbete med katolikerna, allmän manlig rösträtt (i motsats till dem som såg detta som ett brott mot ett teokratiskt styre) och sträng partipiska.
Bytte 1897 namn till Kristliga Historiska Väljarförbundet.